# Форт Колинс
Форт Колинс (енгл. Fort Collins) град је у САД у савезној држави Колорадо, у округу Ларима. Форт Колинс се налази 92 км сјеверно од Денвера. Према процени из 2008. у граду је било 136.509 становника и то је 5. по величини град у Колораду. Овај град је универзитетски град у коме се налзи Универзитет Колорадо. Према часопису Мани, овај град је био најбољи град у за живети у САД 2006.-е, те другопласирани за исту титулу 2008.

## Географија и клима
Форт Колинс се налази источно од Стеновитих планина, 105 км северно од Денвера и 72 км јужно од Шајена, који се налази у Вајомингу. Надморска висина града је 1.525 м изнад нивоа мора.
Површина Форт Колинса је 122,1 km², од чега је 120,5 km² копна, а само 1,6% је водених површина.
Форт Колинс се налази на предњем делу Стеновитих планина. Овај град има полу-сушну степску климу (Кепенова класификација климата) са четири различита годишња доба и ниском количином падавина. Љето је или благо или вруће, са малом стопом влажности и честом поподневном грмљавином. Зиме су хладне. У Форт Колинсу годишње има 296 сунчаинх дана. Просечна температура у јулу, најтоплијем месецу је 21 °C. Просечна температура у јануару, најхладнијем месецу -3 °C. У просеку има 1,46 м снежних падавина, а снег може да дође од почетка септембра до краја маја. Посечност падавина је око 402 mm. 
| Клима Форт Колинса          | Клима Форт Колинса | Клима Форт Колинса | Клима Форт Колинса | Клима Форт Колинса | Клима Форт Колинса | Клима Форт Колинса | Клима Форт Колинса | Клима Форт Колинса | Клима Форт Колинса | Клима Форт Колинса | Клима Форт Колинса | Клима Форт Колинса | Клима Форт Колинса |
| Показатељ \ Месец           | .Јан.              | .Феб.              | .Мар.              | .Апр.              | .Мај.              | .Јун.              | .Јул.              | .Авг.              | .Сеп.              | .Окт.              | .Нов.              | .Дец.              | .Год.              |
| --------------------------- | ------------------ | ------------------ | ------------------ | ------------------ | ------------------ | ------------------ | ------------------ | ------------------ | ------------------ | ------------------ | ------------------ | ------------------ | ------------------ |
| Апсолутни максимум, °C (°F) | 22,8 (73)          | 24,4 (75,9)        | 27,2 (81)          | 31,7 (89,1)        | 36,1 (97)          | 38,9 (102)         | 39,4 (102,9)       | 37,8 (100)         | 36,1 (97)          | 31,1 (88)          | 27,2 (81)          | 24,4 (75,9)        | 39,4 (102,9)       |
| Средњи максимум, °C (°F)    | 5,6 (42,1)         | 8,3 (46,9)         | 12,2 (54)          | 16,1 (61)          | 21,1 (70)          | 27,2 (81)          | 30 (86)            | 28,3 (82,9)        | 23,9 (75)          | 17,8 (64)          | 10 (50)            | 6,1 (43)           | 17,2 (63)          |
| Средњи минимум, °C (°F)     | −9,4 (15,1)        | −6,7 (19,9)        | −2,8 (27)          | 1,1 (34)           | 6,1 (43)           | 11,1 (52)          | 13,9 (57)          | 12,8 (55)          | 7,8 (46)           | 1,7 (35,1)         | −4,4 (24,1)        | −8,3 (17,1)        | 1,9 (35,4)         |
| Апсолутни минимум, °C (°F)  | −38,9 (−38)        | −40,6 (−41,1)      | −35 (−31)          | −23,3 (−9,9)       | −11,1 (12)         | −1,7 (28,9)        | 2,2 (36)           | 0 (32)             | −7,8 (18)          | −22,2 (−8)         | −29,4 (−20,9)      | −37,2 (−35)        | −40,6 (−41,1)      |
| Количина падавина, mm (in)  | 10,7 (4,21)        | 9,7 (3,82)         | 36,1 (14,21)       | 53,1 (20,91)       | 66 (26)            | 50,5 (19,88)       | 47,5 (18,7)        | 35,6 (14,02)       | 35,1 (13,82)       | 24,9 (9,8)         | 20,8 (8,19)        | 12,4 (4,88)        | 402,3 (158,39)     |
| Извор:                      |                    |                    |                    |                    |                    |                    |                    |                    |                    |                    |                    |                    |                    |

## Демографија
Према попису становништва из 2000.-те године у граду је било 118.652 становника, 45.882 домаћинстава и 25.785 породица. Густина насељености је била 2.549,3 становника./km². Било је 47.755 стамбених јединица са просечном густином од 396,2 јединица по км². Расни састав града је био 82,4% белаца, 3,01% црнаца или Афроамериканаца, 0,60% Индијанаца, 2,48% азијата, 0,12% пореклом са пацифичких острва, 3,61% других раса, и 2,53% из једне или више раса. 10,79% становника су Хиспанци. 
Од 60.531 домаћинстава 29% је имало децу испод 18 година који су живели са њима, 44,9% су били парови супружника који живе заједно, 7,9% су имале женску главу породице без присутног супружника, док 43,8% нису биле породице. 26% домаћинстава су чинили појединци, а 5,9% је имало некога старог 65 или више година ко је живео сам. Просечна величина домаћинства је била 2,45, а просечна величина породице је била 3,01.
Становништво је било раширено по старости. 21,5% је било млађе од 18 година, 22,1% је било између 18 и 24 година, 31,5% између 25 и 44 година, 17% између 45 и 64 година, и 7,9% са 65 или више година. Средња старост је била 28 година. На сваких 100 жена било је 100,9 мушкараца; на сваких 100 жена старих 18 или више година, било је 99,7 мушкараца.
Средња годишња примања домаћинства у граду су била $ 44.459, док су средња годишња примања за породицу била $ 59.332. Мушкарци су имали средња примања од $40.856, а жене $28.385. Примања по глави становника су била $22.133. Приближно 5,5% породица и 14% становништва је било испод границе сиромаштва, укључујући и 8,3% оних испод 18 година и 5,8% оних старих 65 и више година.
| Година | Становништво |
| ------ | ------------ |
| 1880   | 1.356        |
| 1890   | 2.011        |
| 1900   | 3.053        |
| 1910   | 8.210        |
| 1920   | 8.755        |
| 1930   | 11.489       |
| 1940   | 12.251       |
| 1950   | 14.937       |
| 1960   | 25.027       |
| 1970   | 43.337       |
| 1980   | 65.092       |
| 1990   | 87.758       |
| 2000   | 118.652      |

## Становништво
| Група             | 2000. | 2010. |
| Белци             |       |       |
| Афроамериканци    |       |       |
| Азијати           |       |       |
| Хиспаноамериканци |       |       |
| Укупно            |       |       |

## Партнерски градови
- Алкала де Енарес

## Познати становници
- Хати Макданијел (1895—1952), прва Афроамериканка која је добила филмску награду